# Dolman

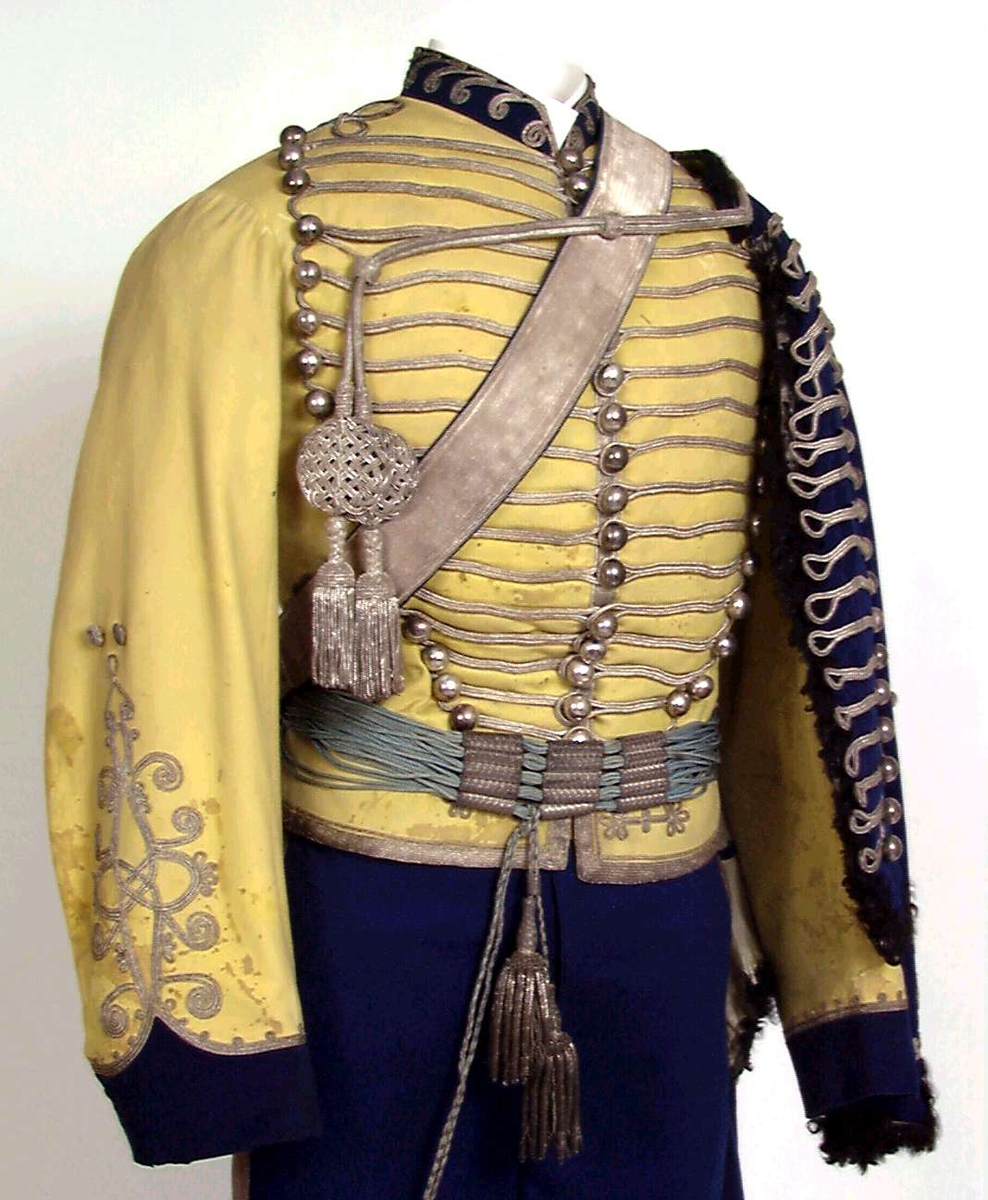
Dolman z ok. 1860-1870 r.

Dolman, dołman, dołoman, huzarka (węg. dolmány) – wywodzący się z Turcji narodowy strój węgierski.
W Turcji mianem dolmana (tur. dolman – owijanie) określano długi jedwabny lub sukienny strój męski z obcisłymi rękawami noszony pod futrem. Był on popularnym ubiorem janczarów i oficerów tatarskich.
Na Węgrzech była to dopasowana kurtka z sukna lub aksamitu zdobiona szamerunkiem na piersiach i na rękawach. Używana od XV wieku, początkowo długości za kolana, stopniowo ulegając skróceniu. Stała się typowym elementem umundurowania węgierskich huzarów gdzie nakładano na nią dodatkowo mentyk. Od XVIII wieku zyskała popularność jako mundur również w innych państwach (w tym m.in. w Polsce gdzie nazywano ją huzarką). Jako element munduru przetrwała do XIX wieku.